# Erik Lundholm
Erik Einar Lundholm, född 26 september 1904 i Ström Jämtlands län , död 16 juli 1976 i Vallkärra Malmöhus län , var en svensk militär och idrottsledare.

## Biografi
Efter studentexamen i Sundsvall blev Lundholm officer vid Jämtlands fältjägarregemente 1928. Han befordrades till underlöjtnant 1929, löjtnant 1931 och kapten 1939  vid samma regemente. Efter befordran till major tjänstgjorde han som bataljonschef vid Armens jägarskola åren 1948-1952. Därefter tjänstgjorde han vid Bohusläns regemente fram till sin pensionering. Fram till 65 års ålder hade han sedan olika arvodesbefattningar inom Hemvärnet. 
Lundholm var en aktiv idrottsman och idrottsledare. Han tävlade framgångsrikt som orienterare, fälttävlare, skidåkare och skytt. Som ledare hade han många olika uppdrag inom handboll, orientering och skytte. Bl. a. som ledamot av styrelserna för Svenska Handbollsförbundet, Jämtland-Härjedalens handbollsförbund och Jämtland-Härjedalens idrottsförbund men också som idrottsledare vid Jämtlands fältjägarregemente.
Erik Lundholm var son till handlaren Johan Erik Gustaf Lundholm och hans maka Ruth Maria Kristina f. Wikström  . Erik Lundholm ingick äktenskap med Marie Adéle Ohlsson 5 september 1932  . 
Erik Lundholm utsågs till Riddare av Svärdsorden 1948. 